# الکلی پرکار
الکلی پرکار به کسانی گفته می‌شود که تنها در هنگام تماس با الکل می‌توانند زندگی و کار خود را به خوبی مدیریت کنند.
بسیاری از این افراد به عنوان الکلی شناخته نمی‌شوند چون شباهت زیادی به الکلی‌های معمول ندارند. این گونه افراد در زندگی خود یا موفق اند یا دست‌آوردهای دور از انتظار داشته‌اند. این موفقیت‌ها باعث شده که همکاران، خانواده، دوستان و خود این افراد، اعتیاد به الکل را انکار کنند. نزدیک به ۱۹٫۵ درصد از الکلی‌های آمریکا از این دست افرادند که ۵۰ درصد آنها اهل دخانیات و ۳۳ درصد در خانواده و ریشه‌های خود سابقهٔ افراد الکلی را دارند. طبق آمار دانشگاه هاروارد، ۳۱ درصد از دانشجویان کالج مصرف نادرست الکل دارند و ۶ درصد آنها به الکل معتادند. پزشکان امیدوارند تعریف تازهٔ ارائه شده برای افراد الکلی باعث شود تا پیش از آنکه مشکل این گونه افراد شدیدتر شود به آنها کمک شود.